# 1586
| 1586               |
| ------------------ |
| Dødsfald - Fødsler |
|                    |

| Gregoriansk kalender | 1586 MDLXXXVI           |
| Ab urbe condita      | 2339                    |
| Armensk kalender     | 1035 ԹՎ ՌԼԵ             |
| Kinesiske kalender   | 4282 – 4283 乙酉 – 丙戌 |
| Etiopisk kalender    | 1578 – 1579             |
| Jødisk kalender      | 5346 – 5347             |
| Hindukalendere       |                         |
| - Vikram Samvat      | 1641 – 1642             |
| - Shaka Samvat       | 1508 – 1509             |
| - Kali Yuga          | 4687 – 4688             |
| Iransk kalender      | 964 – 965               |
| Islamisk kalender    | 994 – 995               |

Konge i Danmark: Frederik 2. 1559-1588
Se også 1586 (tal)

## Begivenheder

### Januar
- 17. januar - Slaget ved Boksum mellem en spansk hær og frisiske oprørsstyrker

### Juli
- 23. juli - Walter Raleigh bringer for første gang tobak med fra Virginia til England

### Oktober
- 25. oktober – Maria Stuart, dronning af Skotland, dømmes til døden af en engelsk domstol

### December
- 4. december -  Englands dronning Elisabeth 1. stadfæster dødsdommen over Skotlands dronning Marie Stuart

## Dødsfald
- 15. oktober - Elisabeth, dansk prinsesse (født 1524).